# 榮駕鵝
荣驾鹅，荣氏，名驾鹅，谥号成，又作荣成伯，春秋时期鲁国的大夫，叔肸曾孙。
前545年（周灵王二十七年、鲁襄公二十八年、楚康王十五年），由于弭兵之会的缘故，鲁襄公到楚国访问。到达汉水，得知楚康王去世，鲁襄公想要回去。叔仲昭伯认为朝见楚王是因为楚国，不是为楚王一个人，应该继续前去。子服惠伯说：“君子有长远考虑，小人只看到眼前。饥寒都顾不上，谁能顾到后果？不如暂且回去吧。”荣成伯说：“长远打算的人是忠诚的。”鲁襄公于是就继续前往楚国。前544年（周景王元年、鲁襄公二十九年），鲁襄公从楚国回来，到达方城山。季武子占领了卞地，派公冶来问候襄公。鲁襄公想不进入鲁国国境，荣成伯赋《式微》这首诗，鲁襄公这才回国。前509年（周敬王十一年、鲁定公元年），六月二十一日，出奔的鲁昭公的灵柩从乾侯回到鲁国。六月二十六日，鲁定公即位。季孙斯派遣劳役到阚公氏，准备在那里挖沟，把鲁昭公和先君的墓隔开。荣驾鹅说：“国君在世不能事奉，死后又把他的坟墓和祖茔隔离，莫非要以此来表明自己的过失吗？即使季孙狠心这样干，后世必然有人以此为羞耻。”于是就不再挖沟。季孙问荣驾鹅说：“我要为国君制定谥号，让子孙后代都知道。”荣驾鹅说：“挖沟不能事奉，死后又给予恶谥，以此来自我申明对他的厌恶吗？为何如此？”于是也停止了。七月二十二日，在墓道南面安葬鲁昭公。《汉书·古今人表》将他定位七等下上。